# T-Series (Musiklabel)
Super Cassettes Industries Private Limited, Handelsname T-Series, ist ein indisches Musiklabel, das auch Filme produziert. Es wurde 1983 von Gulshan Kumar gegründet.
Es ist eines der größten indischen Musiklabels, das mit Bollywood-Stars wie Salman Khan und Ajay Devgn zusammenarbeitet.
Ebenfalls betreibt das Label einen der größten Kanäle auf YouTube. Ende Februar 2025 hatte der Kanal etwa 287 Millionen Abonnenten.

## Geschichte
T-Series wurde 1983 von Gulshan Kumar als kleines Unternehmen gegründet, das zunächst raubkopierte Bollywood-Songs verkaufte. Die erste Original-Film-Soundtrack-Veröffentlichung von T-Series wurde 1984 für Lallu Ram gedreht, mit Musik von Ravindra Jain. Der Durchbruch gelang dem Musiklabel jedoch erst mit Aashiqui im Jahre 1990, einem Filmsoundtrack-Album, das von dem Duo Nadeem-Shravan (Nadeem Akhtar Saifi und Shravan Kumar Rathod) komponiert wurde und in Indien über 20 Millionen Mal verkauft wurde. Damit ist es das meistverkaufte Bollywood-Soundtrack-Album aller Zeiten. Viele der anderen meistverkauften Bollywood-Musikalben der 1990er-Jahre, insbesondere die von Nadeem-Shravan, wurden unter dem Label der T-Series veröffentlicht. Neben der Musikproduktion begann das Unternehmen auch mit der Filmproduktion. 
Im Jahr 1997 wurde der Gründer Gulshan Kumar durch das indische Verbrechersyndikat D-Company ermordet. Seine Ermordung führte auch dazu, dass die T-Series ihre produktivsten Musiker, Nadeem-Shravan, zu dieser Zeit verlor, weil Nadeem Akhtar Saifi zunächst beschuldigt wurde, an dem Mord beteiligt gewesen zu sein. Die Unternehmensführung übernahmen Gulshan Kumars Söhne Bhushan Kumar und Krishan Kumar.

### YouTube
T-Series trat YouTube am 13. März 2006 bei, hatte jedoch erst im Dezember 2010 mit dem Hochladen von Videos begonnen. Der T-Series-YouTube-Kanal, der mit knapp 20.000 Uploads hauptsächlich Musikvideos und Filmtrailer zeigt, ist von den Aufrufzahlen her der meistgesehene YouTube-Kanal der Welt. T-Series hat derzeit (Stand: Juli 2024) mehr als 260 Milliarden Aufrufe und etwa 270 Millionen Abonnenten und ist damit der am zweithäufigsten abonnierte YouTube-Kanal der Welt.
Neben dem Hauptkanal gibt es einige weitere Zweitkanäle, die teilweise auch mehrere Millionen Abonnenten haben.
Der Grund für die drastisch steigenden Zuschauer- und Abonnentenzahlen ist das schnelle Wachstum der Personengruppen mit Internetzugang. Bis zum Sommer 2018 wuchs die Online-Bevölkerung von Indien auf etwa 500 Millionen Internetnutzer. YouTube hat inzwischen ca. 225 Millionen monatliche Nutzer aus Indien.